# RAF Daws Hill
RAF Daws Hill es una base de la Royal Air Force, situada en las afueras High Wycombe, en Buckinghamshire, Inglaterra. (En inglés, RAF se pronuncia por letras separadas.)
La base está ocupada por la Armada de los Estados Unidos. Es una importante parte de la defensa de EE. UU. en el Reino Unido en la década de 1980s. Desde 1982 a 1984 tuvo a sus afueras un campo de paz.